# Copella carsevennensis
Copella carsevennensis és una espècie de peix de la família dels lebiasínids i de l'ordre dels caraciformes.

## Morfologia
- Els mascles poden assolir 3,6 cm de longitud total.[1][2]

## Reproducció
Els ous són dipositats sobre fulles submergides i protegits pels mascles, els quals els oxigenaran mentre duri la incubació.

## Alimentació
Menja larves d'efemeròpters i formigues.

## Hàbitat
És un peix d'aigua dolça i de clima tropical.

## Distribució geogràfica
Es troba a Sud-amèrica: rius costaners de les Guaianes i d'Amapá (Brasil).